# Oligonychus barbatae
Oligonychus barbatae är en spindeldjursart som beskrevs av Meyer 1987. Oligonychus barbatae ingår i släktet Oligonychus och familjen Tetranychidae. Inga underarter finns listade i Catalogue of Life.